# Herzenslust
Herzenslust ist eine Polka von Johann Strauss (Sohn) (op. 3). Das Werk wurde am 15. Oktober 1844  in Dommayers Casino in Wien erstmals aufgeführt. 

## Einzelnachweis
1. ↑  Quelle: Englische Version des Booklets (Seite 13) in der 52 CDs umfassenden Gesamtausgabe der Orchesterwerke von Johann Strauß (Sohn), Hrsg. Naxos (Label). Das Werk ist als zweiter Titel auf der 1. CD zu hören.